# Ingrid Luterkort
Ingrid Luterkort (28 de junio de 1910 - 3 de agosto de 2011) fue una actriz, directora, músico y profesora dramática de nacionalidad sueca.

## Biografía
Su verdadero nombre era Carola Ingrid Margareta Eklundh, y nació en Lund, Suecia. Debutó como actriz con el nombre de Ingrid Eklundh. Sin embargo, en sus inicios se formó como músico kantor a fin de disponer de una actividad alternativa a la interpretación. Cursó estudios en la escuela del Teatro Dramaten en 1932–1934, asistiendo a la misma clase que Ingrid Bergman, Gunnar Björnstrand, Irma Christenson y Signe Hasso. Su primer papel sobre los escenarios llegó en el Dramaten en 1933. 
Ingrid Luterkort es considerada una de las primeras directoras teatrales de su país, debutando como tal en 1940 con el grupo dramático Dramatikerstudion de Estocolmo, dirigiendo entre 1944 y 1945, y entre 1950 y 1953, en el Stadsteater de Helsingborg. También estuvo involucrada varios años con Sveriges Radio en el programa Dagens dikt. Además, fue profesora de arte dramático en la Universidad de Estocolmo en 1970–1977.
El último papel teatral de Luterkorts fue el de Panope en la pieza de Jean Racine Fedra, representada en el Dramaten en 2006, a los 95 años de edad, siendo la actriz más longeva en actuar en el Dramaten, y probablemente también la de mayor edad de la historia del teatro profesional sueco. También batió otro récord al leer con cien años cumplidos en el evento poético Dagens dikt.
Luterkort escribió un libro sobre la historia de la enseñanza teatral en Suecia desde el siglo XVIII en adelante, Om igen, herr Molander!, y que se editó en 1998. 
Ingrid Luterkort falleció en Estocolmo en el año 2011. Había estado casada entre 1935 y 1952 con el artista Einar Luterkort, y a partir de 1952 con Bengt Segerstedt (1911–1986).

## Filmografía (selección)

### Actriz
- 1936 : Annonsera!
- 1937 : Bergslagsfolk
- 1938 : Milly, Maria och jag
- 1938 : Kamrater i vapenrocken
- 1939 : Skanör-Falsterbo
- 1940 : Blyge Anton
- 1940 : Med livet som insats
- 1941 : Dunungen
- 1942 : Fallet Ingegerd Bremssen
- 1943 : Kvinnor i fångenskap
- 1943 : En flicka för mej
- 1945 : Barnen från Frostmofjället
- 1962 : Chans
- 1988 : Goda grannar (TV)
- 1989 : Tre kärlekar (TV)
- 2000 : Det nya landet (TV)
- 2002 : Pepparrotslandet (TV)
- 2002 : Klassfesten
- 2004 : Bedragaren
- 2005 : Lovisa och Carl Michael (TV)
- 2006 : Mästerverket (TV)
- 2007 : Underbar och älskad av alla
- 2007 : Beck – Den japanska shungamålningen
- 2010 : Psalm 21

### Directora
- 1944 : Vad vi gjort

## Teatro (selección)

### Actriz
- 1933 : Pickwick-klubben, de František Langer a partir de Charles Dickens, dirección de Olof Molander, Dramaten
- 1934 : Den italienska halmhatten, de Eugene Labiche, dirección de Olof Molander, Dramaten
- 1938 : Kvinnorna, de Clare Boothe Luce, dirección de Rune Carlsten, Dramaten[3]
- 1943 : Geografi och kärlek, de Bjørnstjerne Bjørnson, dirección de Ingmar Bergman, Folkparksturné[4]
- 1944 : Hotellrummet, de Pierre Rocher, dirección de Ingmar Bergman, Boulevardteatern[5]
- 1944 : Aschebergskan på Widtskövle, de Brita von Horn y Elsa Collin, dirección de Ingmar Bergman, Helsingborgs stadsteater[6]
- 1944 : Fan ger ett anbud, de Carl Erik Soya, dirección de Ingmar Bergman, Helsingborgs stadsteater[7]
- 1944 : Macbeth, de William Shakespeare, dirección de Ingmar Bergman, Helsingborgs stadsteater[8]
- 1944 : El yesquero, de Hans Christian Andersen, dirección de Ingmar Bergman, Helsingborgs stadsteater[9]
- 1945 : Kriss-Krass-Filibom, de Rune Moberg y Sture Ericson, dirección de Ingmar Bergman, Helsingborgs stadsteater[10]
- 1945 : Sagan, de Hjalmar Bergman, dirección de Ingmar Bergman, Helsingborgs stadsteater[11]
- 1945 : Reducera moralen, de Sune Bergström, dirección de Ingmar Bergman, Helsingborgs stadsteater[12]
- 1946 : Kleptomani och gröna skogar, de Sune Bergström y Einar Molin, dirección de Bengt Ekerot, Vasateatern[13]
- 1950 : Lycklig som Larry, de Donagh MacDonagh, dirección de John Zacharias, Helsingborgs stadsteater[14]
- 1953 : La ópera de los tres centavos, de Bertolt Brecht y Kurt Weill, dirección de John Zacharias, Norrköping-Linköping stadsteater
- 1954 : The Deep Blue Sea, de Terence Rattigan, dirección de John Zacharias, Norrköping-Linköping stadsteater
- 1954 : Dödsdansen, de August Strindberg, dirección de John Zacharias, Norrköping-Linköping stadsteater
- 1955 : Hustruleken, de Louis Verneuil, dirección de John Zacharias, Norrköping-Linköping stadsteater
- 1955 : Äktenskapsmäklerskan, de Thornton Wilder, dirección de Olof Thunberg, Norrköping-Linköping stadsteater
- 1956 : Vår ofödde son, de Vilhelm Moberg, dirección de Kurt-Olof Sundström, Norrköping-Linköping stadsteater
- 1956 : Åh, en så’n pappa!, de Liam O’Brien, dirección de Olof Thunberg, Norrköping-Linköping stadsteater
- 1956 : La importancia de llamarse Ernesto, de Oscar Wilde, dirección de Ingrid Luterkort, Norrköping-Linköping stadsteater
- 1956 : El diario de Ana Frank, de Frances Goodrich y Albert Hackett, dirección de John Zacharias, Norrköping-Linköping stadsteater
- 1957 : Gustav Vasa, de August Strindberg, dirección de John Zacharias, Norrköping-Linköping stadsteater
- 1957 : Simones drömmar, de Bertolt Brecht y Hanns Eisler, dirección de Kurt-Olof Sundström, Norrköping-Linköping stadsteater
- 1958 : Gäst i gryningen, de Alejandro Casona, dirección de Gösta Folke, Norrköping-Linköping stadsteater
- 1958 : Bättre sent än aldrig, de Felicity Douglas, dirección de John Zacharias, Norrköping-Linköping stadsteater
- 1959 : Thermopyle, de H.C. Branner, dirección de John Zacharias, Norrköping-Linköping stadsteater
- 1959 : Den beskedlige älskaren, de Graham Greene, dirección de Lars Barringer, Norrköping-Linköping stadsteater
- 1960 : Kvartetten som sprängdes, de Birger Sjöberg, dirección de Åke Falck, Skansens friluftsteater[15]
- 2006 : Fedra, de Jean Racine, dirección de Karl Dunér, Dramaten

### Directora
- 1940 : Pappersväggen, de Dicte Sjögren, Dramatikerstudion
- 1950 : Simon trollkarlen, de Tore Zetterholm, Helsingborgs stadsteater[16]
- 1951 : The Happy Time, de Samuel A. Taylor, Helsingborgs stadsteater[17]
- 1952 : Les Bonnes, de Jean Genet, Helsingborgs stadsteater[18]
- 1952 : The Deep Blue Sea, de Terence Rattigan, Helsingborgs stadsteater[19]
- 1953 : You Can't Take It With You, de Moss Hart y George S. Kaufman, Helsingborgs stadsteater[20]
- 1953 : El pato silvestre, de Henrik Ibsen, adaptación de Frans Hedberg, Norrköping-Linköping stadsteater
- 1953 : Rotkäppchen, de Robert Bürkner, adaptación de Ingmar Bergman, Norrköping-Linköping stadsteater
- 1954 : Women of twilight, de Sylvia Rayman, adaptación de Tore Zetterholm, Norrköping-Linköping stadsteater
- 1954 : Henrich og Pernille, de Ludvig Holberg, adaptación de Bengt Segerstedt, Norrköping-Linköping stadsteater
- 1955 : Our Town, de Thornton Wilder, adaptación de Anders Österling, Norrköping-Linköping stadsteater
- 1955 : Un Caprice, de Alfred de Musset, Norrköping-Linköping stadsteater
- 1955 : Frisøndag, de Leck Fischer, adaptación de Nils Beyer, Norrköping-Linköping stadsteater
- 1955 : Quist, de Alf Henrikson, Norrköping-Linköping stadsteater
- 1955 : Babels Torn, de Lars Helgesson, Norrköping-Linköping stadsteater
- 1956 : Påsk, de August Strindberg, Norrköping-Linköping stadsteater
- 1956 : La importancia de llamarse Ernesto, de Oscar Wilde, adaptación de Elisabeth Lovén-Hansson, Norrköping-Linköping stadsteater
- 1957 : The Voice of the Turtle, de John Van Druten, adaptación de Eva Tisell, Norrköping-Linköping stadsteater
- 1957 : The Chalk Garden, de Enid Bagnold, adaptación de Birgitta Hammar, Norrköping-Linköping stadsteater
- 1958 : Fallen Angels, de Noël Coward, adaptación de Ragnar Widestedt, Norrköping-Linköping stadsteater
- 1959 : Salad Days, de Dorothy Reynolds y Julian Slade, adaptación de Gösta Rybrant, Norrköping-Linköping stadsteater
- 1960 : Two for the Seesaw, de William Gibson, adaptación de Birgitta Hammar, Norrköping-Linköping stadsteater
- 1962 : On ne badine pas avec l'amour, de Alfred de Musset, adaptación de Hjalmar Söderberg, Norrköping-Linköping stadsteater]

## Libros
- 1998 : Om igen, herr Molander!